# 요요기 회관

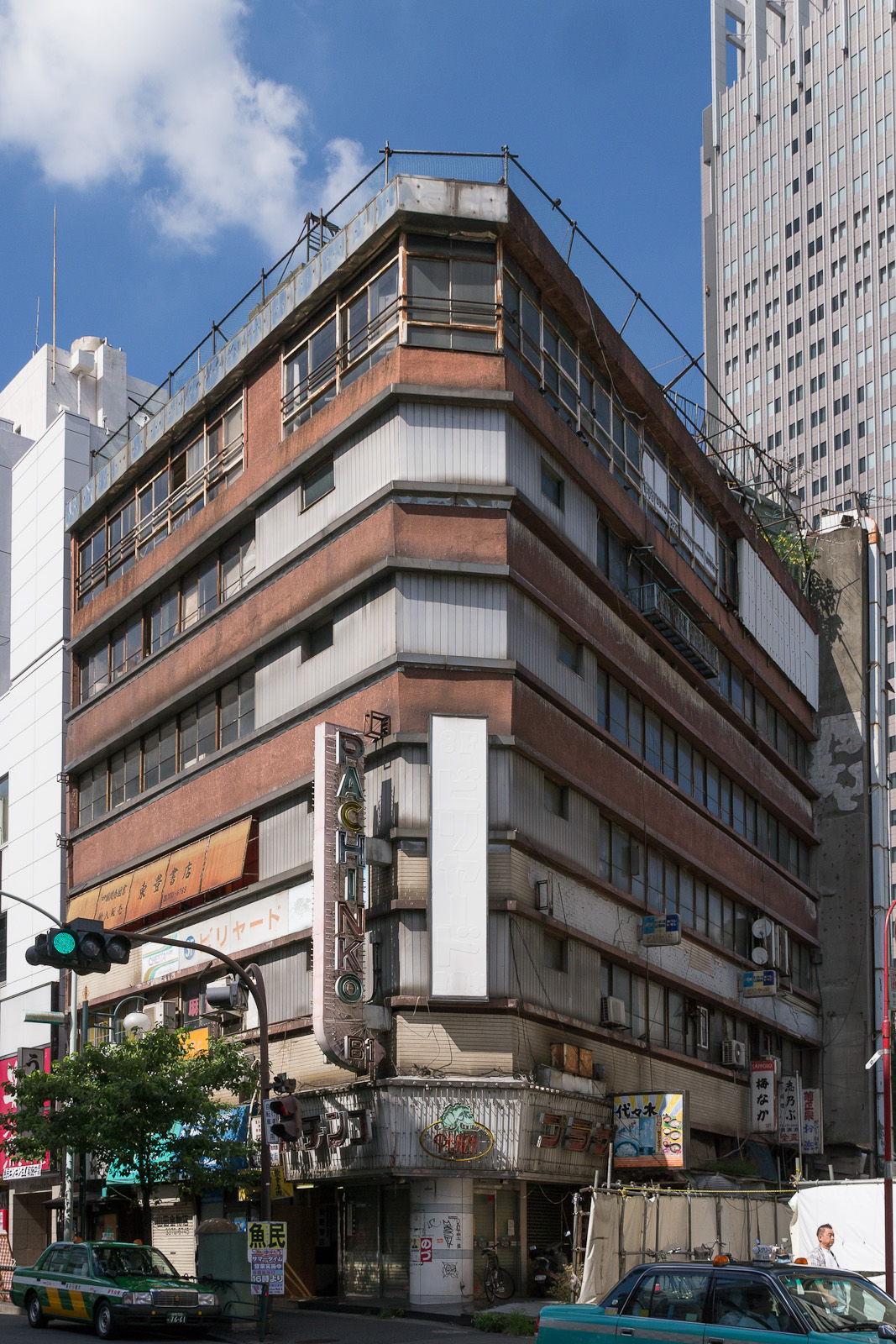
요요기 회관

요요기 회관(代々木会館)은 도쿄도 시부야구 요요기에 있었던 빌딩이다.
바로 옆에 요요기역이 있으며 북쪽 인근에 신주쿠역이 위치해 있다. 요요기 역 건너편 동북쪽에는 요요기 회관과 신주쿠 교엔 사이에 위치한 NTT 도코모 요요기 빌딩이 있다.
한편 요요기 회관은 노후화가 심각하게 진행되어 재개발된다. 기존 건물은 2019년 8월 1일부터 철거되어 역사속으로 사라진다. 2019년 영화 날씨의 아이에 등장하였다.